# Liste de points extrêmes de la Grèce

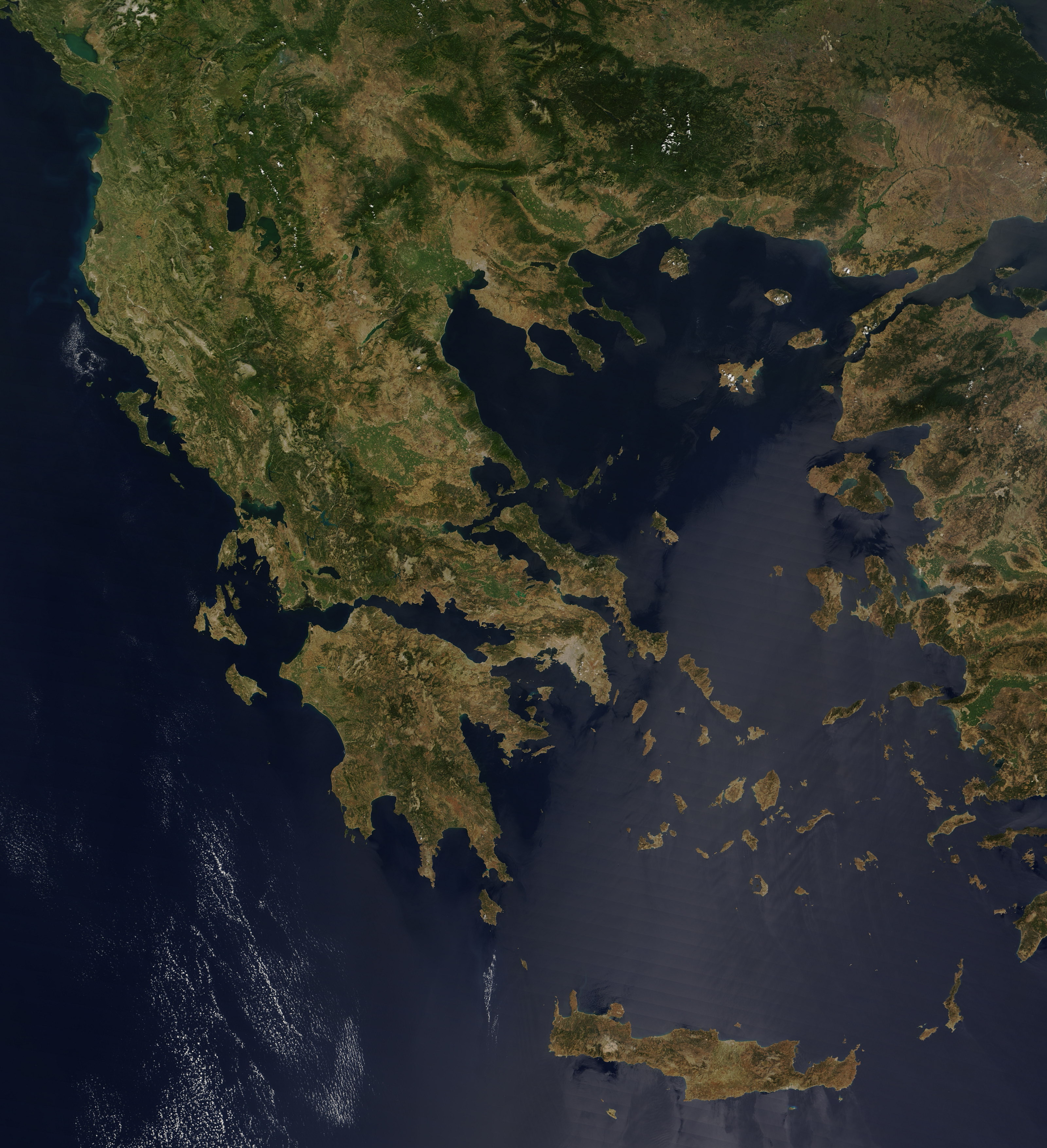
Photo satellite de la Grèce

Voici une liste de points extrêmes de la Grèce.

## Latitude et longitude

### Continent
- Nord : Orménio, Macédoine-Orientale-et-Thrace (41° 44′ N, 26° 11′ E)
- Sud : cap Ténare, Péloponnèse (36° 23′ N, 22° 29′ E)
- Ouest : Sagiáda, Épire (39° 41′ N, 20° 00′ E)
- Est : Pýthio, Macédoine-Orientale-et-Thrace (41° 22′ N, 26° 37′ E)

### Totalité du territoire
| \| Orménio Cap Ténare Sagiáda Pýthio (Évros) Gavdos Othoni Strongylí Mont Olympe \| Localisation des points extrêmes de la Grèce |
| Orménio Cap Ténare Sagiáda Pýthio (Évros) Gavdos Othoni Strongylí Mont Olympe                                                    |

- Nord : Orménio, Macédoine-Orientale-et-Thrace (41° 43′ N, 26° 12′ E)
- Sud : Gavdos, Crète (34° 49′ N, 24° 07′ E)
- Ouest : île Othoni, au large de Corfou, îles Ioniennes (39° 51′ N, 19° 23′ E)
- Est : Strongylí, Égée-Méridionale (36° 06′ N, 29° 38′ E)

## Altitude
- Maximale : mont Olympe, 2 917 m (40° 05′ N, 22° 21′ E)
- Minimale : mer Méditerranée, 0 m